# Église Saint-Denis d'Avion
L'église Saint-Denis est une église catholique sise à Avion (Pas-de-Calais). Consacrée à saint Denis, elle dépend de la paroisse Saint-Jean-XXIII d'Avion du diocèse d'Arras (doyenné de Lens-Liévin), dont elle constitue un des quatre clochers.

## Histoire et description
L'église date des années 1930, remplaçant l'ancienne église médiévale totalement détruite à la fin de la Première Guerre mondiale. Elle est restaurée en 2003.
L'église-halle de briques rouges présente une façade très simple avec un petit portail brisé à voussures et un toit fort incliné à deux pans. Un clocher dans le style régionaliste s'élève du côté gauche, au nord.